# یاتوما دیوپ
یاتوما دیوپ (انگلیسی: Yatouma Diop؛ زادهٔ ۲۵ سپتامبر ۱۹۷۲) بازیکن فوتبال اهل مالی بود.
وی همچنین در تیم ملی فوتبال مالی بازی کرده است.